# دباج گیلی
دباج بن بانی گیلی از اشراف گیل بود که دخترش همسر بیستون زیاری شده بود. تنها فرزند بیستون حاصل همین ازدواج بود. این کودک در زمان درگذشت بیستون خردسال بود و دباج که پدربزرگ کودک بود، خود را نایب او نموده و حکومت را به دست گرفت ولی قابوس زیاری علیه او اقدام کرد و دباج را برانداخت.

## شرح
بیستون زیاری دو همسر، یکی دختر عضدالدوله و یکی دختر دباج گیلی، ذکر شده و تنها یک پسر خردسال از همسر دوم داشته‌است. وقتی که بیستون به ناگاه در گرگان درگذشت، برادرش قابوس نزد دایی خود، رستم، در شهریار کوه بود. بعد از مرگ بیستون، فرزندی از او برجای مانده بود، که نزد جد مادری خود، دباج بن بانی گیلی، به سر می‌برد. دباج گیلی ولایت طبرستان را داشت، اما طمع گرگان موجب شد، تا با شتاب به سوی گرگان روانه شود. گروهی از سرداران لشکر گرگان، متمایل به قابوس بودند. دباج آن‌ها را زندانی کرد. هنگامی که قابوس این خبر را شنید، به گرگان آمد. وقتی که قابوس به نزدیکی گرگان رسید، سپاهیان، او را به امارت برگزیدند و طرفداران فرزند بیستون فرار کردند و قابوس، برادرزادهٔ خردسالش را تحت سرپرستی خود درآورد و حتی از فرزندان خود، او را گرامی‌تر داشت. قابوس منطقهٔ گرگان و طبرستان را به اطاعت خود درآورد. خلیفه الطایع‌بالله، حکومت قابوس را در سال ۳۶۸ هجری، به رسمیت شناخت و به او لقب «شمس‌المعالی» داد. در جریان درگیری میان دباج و قابوس، دباج تلاش کرد حمایت سامانیان را به سمت خود جلب کند و آل بویه هم به حمایت از قابوس پرداختند. به خصوص قابوس از جانب همسرش نسبت خانوادگی با فخرالدوله داشت و گفته شده که با وساطت عضدالدوله بود که خلیفه الطایع، به قابوس خلعت و لوا بخشید.